# 坂井市立兵庫小学校
坂井市立兵庫小学校（さかいしりつ ひょうごしょうがっこう）は、福井県坂井市坂井町にある坂井市立小学校。

## 沿革
- 1873年（明治6年）9月 - 下兵庫小学校創立。
- 1874年（明治7年）4月 - 上兵庫小学校創立。
- 1887年（明治20年）3月 - 両校が合併し淵龍小学校と改称。
- 1891年（明治24年）3月 - 淵龍尋常科小学校と改称。
- 1900年（明治33年）3月 - 兵庫尋常高等小学校と改称。
- 1941年（昭和16年）4月 - 兵庫村兵庫国民学校と改称。
- 1947年（昭和22年）4月 - 兵庫村兵庫小学校と改称。
- 1948年（昭和23年）6月 - 福井地震により一部を残して校舎倒壊。
- 1966年（昭和41年）2月 - プール竣工。
- 1983年（昭和58年）11月 - 鉄筋コンクリート造り3階建て校舎完成。
- 2006年（平成18年）3月 - 市町村合併に伴い、坂井市立兵庫小学校と改称。

## 校歌
- 山本和夫作詞／柏木俊夫作曲

## 通学区域
- 下兵庫・上兵庫[1]

## 進学先中学校
- 市立坂井中学校[1]

## 交通
- えちぜん鉄道 三国芦原線 下兵庫こうふく駅より 290m